# Cricotopus intersectus
Cricotopus intersectus är en tvåvingeart som först beskrevs av Rasmus Carl Staeger 1839.  Cricotopus intersectus ingår i släktet Cricotopus och familjen fjädermyggor.
Artens utbredningsområde är Saskatchewan. Arten är reproducerande i Sverige. Inga underarter finns listade i Catalogue of Life.